# دينيسي موراي
دينيسي موراي هي مغنية وكاتبة غنائية كندية، ولدت في 8 مارس 1964.